# Dino De Zordo
Dino De Zordo (* 15. Mai 1937 in Cibiana di Cadore) ist ein ehemaliger italienischer Skispringer.
De Zordo, der für den Verein G.S. Fiamme Gialle startete, gewann 1958 bei den italienischen Meisterschaften erstmals Bronze hinter Luigi Pennacchio und Nilo Zandanel. Im gleichen Jahr startete er erstmals bei der Vierschanzentournee, blieb jedoch trotz mehrerer Ergebnisse unter den besten zwanzig ohne vordere Platzierung. 1960 gewann er bei den italienischen Meisterschaften Silber. Bei den Olympischen Winterspielen 1960 in Squaw Valley erreichte er von der Normalschanze den 24. Platz. Ein Jahr nach den Spielen gewann er seinen ersten und einzigen italienischen Meistertitel. 1962 gewann er hinter seinem Bruder Bruno De Zordo die Silbermedaille. Am 6. März 1963 gewann De Zordo das erste Springen auf der Großen Zirmbergschanze in Ruhpolding. Nach der Vierschanzentournee 1963/64 bei der erneut keine vorderen Platzierungen erreichen konnte, beendete er seine Karriere auf internationaler Ebene. National konnte er 1964 und 1967 noch einmal Bronze bei den Italienischen Meisterschaften gewinnen, bevor er sich endgültig vom Skispringen zurückzog.